# THE ORAL CIGARETTES
THE ORAL CIGARETTES（ジ・オーラル・シガレッツ）は、日本のロックバンド。所属事務所はMASH A&R。レーベルはポニーキャニオン。略称は「オーラル」。

## メンバー
山中 拓也（やまなか たくや、1991年3月2日（34歳） - ）
ボーカル / ギター / タンバリン担当。全楽曲の作詞・作曲を手掛ける。奈良県出身。愛称は「やまたく」。
父の仕事の関係で、4歳から6歳までタイ王国で過ごす。奈良県立奈良高等学校、関西学院大学経済学部卒業。
前身バンド（Higher Ground）ではベースを担当していた。L'Arc～en～Ciel、Eminemなどのアーティストの影響を受けている。以前は裸足でステージに立っていたが、2014年1月からドクターマーチンのブーツを愛用している。2014年にスペースシャワーTVで放送された「スペシャドラマ館「スリーピース」～とあるクソバンドが自然消滅するまで～」に主演のSAKANAMON藤森元生の同級生役で出演した。
Fear,and loathing in Las VegasのボーカルのSoとMinamiは大学の同級生。
あきらかにあきら（1991年3月28日（34歳） - ）
ベース / コーラス / サンプラー / ボーカル担当。奈良県出身。本名は村上 彬（むらかみ あきら）。妻はナナヲアカリ。
奈良県立奈良高等学校、京都大学工学部卒業。
前身バンド（Higher Ground）ではボーカルを担当していた。「大魔王参上」では、リズムに合わせて足を大きく振り上げるパフォーマンスが定着している。ストラップをかなり短めに設定しており、トートバッグのように右肩だけにベースを掛ける独自のスタイルで演奏している。
2020年からは「あきらかにあきらのオンライン・ベース塾」というセミナーを不定期開催している。
犬アレルギーである。
鈴木 重伸（すずき しげのぶ、1990年10月11日（34歳） - ）
ギター担当。奈良県出身。愛称は「シゲ」。
奈良県立郡山高等学校卒業、神戸大学中退。
身長186cm。バンドのリーダーである。
ライブでは裸足であり、エフェクターも足の裏で操作している。山中とは同じ団地に住んでいた幼馴染で、幼稚園から中学校まで同じだった。高校時代は軽音楽部でベースを担当していた。
中西 雅哉（なかにし まさや、1983年7月10日（42歳） - ）
ドラムス / コーラス担当。三重県出身。B型。他のメンバーの7歳年上であり、最年長。愛称は「まさやん」。
愛知整備士専門学院卒業。
放ツ願い（2012年8月解散）の元メンバー。前Drの脱退後、サポートメンバーとしての参加を経て、2013年2月に正式加入。ワンマンツアーのアンコールでは物販の宣伝隊長として、「まさやんショッピング」が行われる。
普通自動二輪免許、普通自動車運転免許、二級自動車整備士資格、フォークリフト運転者資格保持。

## 略歴

### 2010年
- 5月、当時組んでいたバンド(Higher Ground)を解散した高校の同級生である山中、あきらにより結成。
- 6月、初ライブを行う。
- 8月、鈴木・竹川が加わり活動開始。
- 1st Demo「The Oral Cigarettes」をリリース。
- 10月10日、自主制作盤 1st Single「悩殺A-TYPE」をリリース（完売）。
- 12月、自主レーベル「ZIG ZAG RECORDS」を設立。

### 2011年
- 3月12日、自主制作盤 1st Album「月に吠えて、哀・・・」をライブ会場限定でリリース（完売）。

### 2012年
- 2月12日、自主制作盤 2nd Album「新月と牡羊座」をリリース（完売）。
- 7月、山中が肝臓を患い入院。
- 8月～9月、山中の入院に伴いライブをキャンセル[8]。また、同時期に中西の当時の在籍バンド「放ツ願い」のVo.前田典昭（現・ソウルフード）が行方不明になり、本人と連絡が取れた後、解散している。
- 10月、竹川が「俺、彼女を守りたいからバンド辞める」と言い残し、脱退[8]。山中がメールで中西にサポートを依頼、中西は知らないアドレスからだったので読まなかった。山中は返信が来ないことで「バンドが解散して大変な時期だったので、怒っているのかと思った」と誤解するが、2回目のメールで中西が快諾し、サポートとして参加するようになる[9]。
- 12月17日、自主制作盤 1st Single「キエタミタイ/N.I.R.A」をライブ会場限定でリリース（完売）。
- 12月25日、オーディション前夜の練習で、山中が中西を正規メンバーとして誘うが、冗談で交わされる[8]。
- 12月26日、MUSICA・A-sketch・SPACE SHOWER TV・HIP LAND MUSICの4社共同オーディション「MASH A&R」にて、初代グランプリを獲得。

### 2013年
- 2月、中西が正式加入。
- 6月24日および7月1日、名古屋・大阪にて自主企画「唇フェス-LIP ROCK FES-」を初開催。対バンにキドリキドリ・ミソッカス・BLUE ENCOUNT（名古屋公演）、Jeepta・フレデリック・ircle（大阪公演）を迎える。
- 8月28日、1st Mini Album「オレンジの抜け殻、私が生きたアイの証」をリリース。
- 12月5日から12月20日の間、「唇フェス-年マツーマン東名阪決戦ツアーの巻-」を敢行。対バンにgo!go!vanillas（東京公演）、SUPER BEAVER（名古屋公演）、或る感覚（大阪公演）を迎える。

### 2014年
- 3月30日から4月13日の間、「唇フェス〜風林火山で春の頂上決戦！5カ所行脚の巻〜」を敢行。対バンにWienners、asobius、或る感覚を迎える。
- 4月、上京。全員での同居生活を始める。
- 6月5日、地元奈良県にて初のワンマンライブ～新都東京へ攻め込む（から同時に古都奈良で初ワンマンやっちゃうよ！）の巻～を敢行。
- 7月、山中が気管支炎を伴う肺炎を患い、入院。HighApps Tour 仙台、水戸公演をキャンセル[10]。
- 7月16日、A-Sketchから1st Single「起死回生STORY」でメジャーデビュー。
- 7月18日から7月21日の間、東名阪ワンマンライブ「唇ワンマンツアー2014の巻」を敢行。
- 11月12日、1st Album「The BKW Show!!」 をリリース。
- 11月18日から11月25日の間、「唇ワンマンツアー 2014 AUTUMN～食欲の秋にアルバムリリース、BKW勢食い尽くしてやる！の巻～」を敢行。

### 2015年
- 4月22日、2nd Single「エイミー」をリリース。
- 4月25日、なんばHatchにて「唇ワンマン 2015 SPRING〜上京1周年記念、地元関西でなんばハッチゃけるぜの巻〜」を敢行。即日SOLD OUT。
- 5月29日から6月4日の間、「唇対バン TOUR 2015〜ORALの恩返しと異種格闘わがままよくばりの巻〜」を敢行。対バンにwrong city（大阪・福岡公演）、ヒトリエ（名古屋・千葉公演）を迎える。全公演SOLD OUT。
- 6月23日から7月17日の間、「唇ワンマン JAPAN TOUR 2015〜おまたせBKW!!9カ所行脚でエリア拡大、改めまして「ジ」オーラルシガレッツです！の巻〜」を敢行。
- 7月14日、Zepp DiverCityにてワンマンライブを行うが、山中の喉の不調により中断。他3人によるトークを挟み、予定していた曲目および演出を大幅に変更して続行した[11]。同公演よりライブ・フェス会場限定シングル「カンタンナコト」をリリース。
- 8月28日、山中がSPACE SHOWER SWEET LOVE SHOWER 2015のステージ上にて、2014年12月から喉に声帯ポリープを患っていることを告白。摘出手術のため、ライブ活動の一時休止を発表[12]。
- 10月20日、公式Twitterにて、12月からのライブ活動再開を発表[13]。
- 11月11日、4th Single「狂乱 Hey Kids!!」をリリース。

### 2016年
- 1月5日、2nd Album「FIXION」をリリース。2016年1月18日付オリコン週間アルバムランキングでは11,315枚を売り上げ、6位にランクイン。シングル・アルバム通じて初のTOP10入りを果たしたほか、2016年1月4日付オリコンデイリーアルバムランキングでは、4,699枚を売り上げ1位を獲得。こちらもシングル・アルバム通じて初となった。
- 2月8日から3月20日の間、「唇ツーマン TOUR 2016 〜復活・激突・BKW!!の巻〜」を敢行。対バンにBLUE ENCOUNT・UNISON SQUARE GARDEN・THE BAWDIESらを迎える。全公演SOLD OUT。
- 4月5日から4月16日の間、「唇ワンマンツアー〜奈良まで続くよ道のりはツアー！〜」を敢行。全公演SOLD OUT。
- 4月30日、地元奈良県のなら100年会館にて初のホールワンマン公演「THE ORAL CIGARETTES 唇ワンマンライブ〜故郷に錦を飾りまSHOW!!〜」を敢行。即日SOLD OUT。
- 8月3日、5th Single「DIP-BAP」をリリース。
- 10月3日、公式ファンクラブ「BKW!! Premium Members」が開設される。
- 10月5日から11月3日の間、「唇対バン TOUR 2016～キラーチューン祭り巡業行脚の巻～」を敢行。対バンにgo!go!vanillas・ROTTENGRAFFTY・キュウソネコカミらを迎える。全公演SOLD OUT。
- 11月15日から11月22日の間、「唇ワンマン TOUR 2016～キラーチューン祭り東名阪ワンマンの巻～」を敢行。全公演SOLD OUT。
- 11月16日、6th Single「5150」をリリース。彼らのシングルとしては初めてオリコン週間初登場TOP10入りとなった。

### 2017年
- 2月1日 - 3rd Album「UNOFFICIAL」をリリース。2017年2月13日付オリコン週間アルバムランキングでは21,016枚を売り上げ、3位にランクイン。シングル・アルバムを通じて初の週間TOP3入りを果たし、売り上げも自己最高となった。また、2017年1月31日付のオリコンデイリーアルバムランキングでは、11,142枚を売り上げ前作の「FIXION」に続いて1位を獲得、翌日2月1日付のオリコンデイリーアルバムランキングでも首位を獲得した。数日同ランキングで1位を獲得するのはこれが初となる。
- 3月21日〜3月28日 - 「唇ワンマンツアー UNOFFICIAL BRUNCH TOUR 2017」を敢行。全公演SOLD OUT。
- 4月6日〜5月12日 - 「唇ワンマンツアー UNOFFICIAL DINING TOUR 2017」を敢行。全公演SOLD OUT。
- 6月9日 - MUSIC STATIONに初出演。3度目の企画となる「VS LIVE」にてKEYTALKと対バン形式でパフォーマンス、新曲「トナリアウ」を披露した。
- 6月14日 - 7th Single「トナリアウ/ONE'S AGAIN」をリリース。自主製作版を除き、彼らにとって初の両A面シングルとなる。2017年6月26日付オリコン週間シングルランキングで6位にランクイン。
- 6月16日 - 日本武道館にて初のワンマンライブを敢行。チケットは即日完売となった。
- 9月27日 - 映画『亜人』の主題歌となる、8th single「BLACK MEMORY」をリリース。オリコン週間シングルランキングで3位にランクイン。シングルとしては初の週間TOP3入りとなる。
- 11月1日〜12月6日の間 - 『唇ワンマンツアー 2017 AUTUMN 「Diver In the BLACK Tour」』を敢行。全公演SOLD OUT。

### 2018年
- 2月15日 - 初の大阪城ホールワンマンライブを敢行。SOLD OUT。
- 2月16日 - 「ReI project」始動。「ReI」をリリース。専用サイトにて、無償での提供となる。
- 6月4日~6月13日 - 東名阪にて「ReI project coupling tour〜Piggybacking Together〜」を敢行。ゲストに、LiSA・sleepyhead・ぼくのりりっくのぼうよみを迎える。
- 6月13日 - 4th Album「Kisses and Kills」をリリース[14]。6月25日付のオリコン週間アルバムチャートで、初週25,350枚を売り上げ初の1位を獲得[15]。週間チャートでの首位獲得はシングル・アルバム通じて初である。

### 2019年
- 3月17日 - 『Kisses and Kills Tour 2018-2019 Arena Series』の日本ガイシホール・神戸ワールド記念ホール・福岡国際センター公演を通して、ツアーファイナルを横浜アリーナにて開催。SOLD OUT。
- 5月 - 初の海外ツアー『KK Tour 2019』をスタート・開催。
- 8月28日 - ベストアルバム「Before It's Too Late」をリリース[16]。
- 9月6日 - 配信限定シングル「Don't you think(feat.ロザリーナ)」をリリース。
- 9月14日 - 大阪 泉大津フェニックスにて、『PARASITE DEJAVU 〜2DAYS OPEN AIR SHOW〜 DAY1 ONE MAN SHOW』を開催。
- 9月15日 - 同じく大阪 泉大津フェニックスにて、『PARASITE DEJAVU 〜2DAYS OPEN AIR SHOW〜 DAY2 OMNIBUS SHOW』を、THE ORAL CIGARETTES・SiM・04 Limited Sazabys・SKY-HI・アルカラ・Age Factory・BLUE ENCOUNT・クリープハイプと開催。
- 11月11日~11月26日 - COUPLING TOUR 「BKW!! STRIKES BACK 2019」を敢行。対バン相手に［Alexandros］・マキシマム ザ ホルモン・氣志團・Hydeを迎える。

### 2020年
- 2月14日 - デジタルシングル「Tonight the silence kills me with your fire」を配信限定リリース。また、5thアルバム『SUCK MY WORLD』をリリースすることも発表[17]。
- 4月9日〜5月25日 - 多様なアーティストたちがバトン形式で作品を制作・発信する、"Lucas.co Weekend"を行う。
- 4月29日 - 5th Album 「SUCK MY WORLD」をリリース。
- 6月24日 - 同年5月にBillboard Live YokohamaのOPENを記念して演奏するべく集った、セッションプロジェクト「YGNT special collective」に山中がボーカルとして参加。COVID-19の感染拡大の影響により会場での公演は中止となったが、6月にBillboard Live Yokohamaにて5曲のLive shootingを実施。後に５曲の音源をデジタルリリース。
- 9月24日,25日 - Zepp Yokohamaにて、SPECIAL LIVE「ORALIUM」を開催。Instagramのストーリーズでの投票機能をリアルタイムで用いて、結果に応じて次の曲が選択されるインタラクティブライブとなる。
- 12月25日 - THE ORAL CIGARETTES 山中とゲームクリエーター・脚本家の山中拓也を中心としたプロジェクト「ボイステラス6」の始動を発表。

### 2021年
- 1月16日 - 山中拓也がWOW MUSIC / J-WAVE 81.3FM　1月のマンスリープレゼンターとなり放送。
- 1月16日〜1月18日 - Interactive Movie「ORALIUM」を公開
- 1月24日〜2月11日 - 04 Limited Sazabys・BLUE ENCOUNTらとともに「ONAKAMA2021」を開催。
- 3月2日 - 山中拓也の初著書となる「他がままに生かされて」が発売。
- 3月5日 - 4月から6月にかけて全国18箇所で「TALK & MUSEUM TOUR」の開催を発表。5th Album「SUCK MY WORLD」の世界観を表現した展示とメンバーによるトークイベントを行う。
- 3月8日 - SPACE SHOWER MUSIC AWARDS 2021 BEST CONCEPTUAL LIVE(THE ORAL CIGARETTES SPECIAL LIVE「ORALIUM」)を受賞。
- 6月27日 - 「他がままに生かされて」の出版記念イベントがリアル・オンライン両方で開催。
- 9月1日 - 山中の参加したSKY-HIによる楽曲『Dive To World -feat.Takuya Yamanaka』がデジタルリリース
- 10月25日~11月4日 - アルバム完全再現ライブツアー「BKW!! Premium Party SUCK MY WORLD [Entire album as it is]」を敢行。

### 2022年
- 1月17日 - 山中・鈴木・中西の新型コロナウイルス感染のためツアー延期が発表[18]
- 1月27日 - TikTok開設[19]
- 1月31日 - はぴだんぶいとのコラボグッズ販売決定[20]
- 2月5日~4月3日 - Hall Tour 2022「SUCK MY WORLD」を敢行[21]
- 4月2日 - 山中拓也主宰、クリエイティブレーベル”DREAMLAND”を設立。
- 4月27日 - Featuring EP「Bullets Into The Pipe」をデジタルリリース。Kamui、SKY-HI、Hiro(MY FIRST STORY)、MAH(SiM)が参加。
- 5月25日〜5月31日 - 東名阪で、山中の主催するDREAM LAND TOUR 2022が敢行。ゲストとして、MY FIRST STORY・Age Factory・CVLTEを迎える。
- 8月5日〜8月7日 - POP UP EXHIBITION「SUPER MOTHER BUG」を開催
- 8月10日 - デジタルシングル「BUG」をリリース
- 10月22日 - 埼玉 さいたまスーパーアリーナにて、『PARASITE DEJAVU 2022 〜2DAYS ARENA SHOW in SAITAMA〜DAY1 ONE MAN SHOW』を開催。
- 10月23日 - 同じく埼玉 さいたまスーパーアリーナにて、『PARASITE DEJAVU 2022 〜2DAYS ARENA SHOW in SAITAMA〜DAY2 OMNIBUS SHOW』を開催。マキシマム ザ ホルモン・MY FIRST STORY・KEYTALK・Vaundy・CVLTE・凛として時雨・MAN WITH A MISSIONを迎える。
- 11月28日 - 地元、奈良市観光大使に就任[22][23]。

### 2023年
- 1月6日〜1月8日、全国の映画館で「PARASITE DEJAVU 2022」THE MOVIE ～Re....birth-incarnation～を公開
- 2月8日 - デジタルシングル「Enchant」をリリース
- 2月10日 - 日本武道館にて『ONAKAMA2023』を開催。トップバッターを務める
- 2月20日〜3月23日、2MAN VS TOUR 「MORAL PANIC」を敢行。対バン相手に、ROTTENGRAFFTY・coldrain・SPARK!!SOUND!!SHOW!!・ハルカミライ・Age Factory・キュウソネコカミ・HEY-SMITHを迎える。全公演SOLD OUT。
- 4月29日 - あきらかにあきらプロデュースのベースブランド"ACE BASS"より、⾃⾝が使う5弦ベースのルックスと仕様を受け継いだ、第一弾モデルとなる4弦ベース「AB-4 STD」が予約開始・発売
- 7月8日 - ボルボ・カー奈良２０周年記念ディーラーアンバサダー就任
- 9月21日より、"WANDER ABOUT 放浪 TOUR 2023 北海道 編"を敢行。対バン相手に、SATOH・the McFaddinを迎える。全公演SOLD OUT。
- 10月11日より、"WANDER ABOUT 放浪 TOUR 2023 九州・沖縄 編"を敢行。対バン相手に、鋭児・AFJB・Hello Sleepwalkersを迎える。全公演SOLD OUT。
- 10月25日 - TVドラマ「マイホームヒーロー」の主題歌として、デジタルシングル「YELLOW」をリリース。初のドラマ主題歌となる。
- 11月22日 - GORILLA HALL OSAKAにてオールナイトイベント、『DREAMLAND - ALL NIGHT GIG & PARTY -』を開催。ゲストにAge Factory・GOMESS・JUBEE・Kamui・Paledusk・SPARK!!SOUND!!SHOW!!・THE ORAL CIGARETTES・オカモトレイジ (OKAMOTO'S)・EMZT (YESBOWY&SIVA)・Yackleを迎える。SOLD OUT。

### 2024年
- 1月8日 - 地元奈良市の成人式に登壇。
- 2月13日〜3月12日 - 「東名阪 Zepp Tour 2024 "MARBLES"」を敢行。各所2daysで、DAY１はFC限定ワンマン"THE AIN'T RIGHTS"、DAY2は Joint Gig "Lose my Marbles"、対バン相手にACIDMAN・ストレイテナー・the band apartを迎える。全公演SOLD OUT。
- 3月13日 - EP「MARBLES」をリリース
- 5月31日より、"WANDER ABOUT 放浪 TOUR 2024 中国・四国 編"を敢行。対バン相手に、紫 今・雨のパレードを迎える。全公演SOLD OUT。
- 8月7日 - デジタルシングル「DUNK feat.Masato (coldrain)」をリリース
- 8月27日 - 神宮球場にて行われた、東京ヤクルトスワローズ 対 読売ジャイアンツ戦にて山中拓也が始球式を務める。
- 10月17日 - 同月6日に開催した主催音楽イベント「PARASITE DEJAVU 2024」DAY2（大阪府泉大津市・泉大津フェニックス多目的広場）で、ライブイベント撮影用のカメラクレーンが転倒、観客5名が負傷する事故が発生し、イベントが中止になった件を受けて、負傷者への謝罪と対応、今後の安全対策やイベント運営における優先事項の見直しを重ねており、「今回の重大な事故とその結果を受け止めた上でステージに上がるには、相応の時間をかけ、対応と様々なことの整理をする必要があると判断」したとして、この日公式サイト・SNSを通じて年内のライブ活動の休止と12月4日に発売予定だったアルバムの発売延期を発表した[24]。
- 12月10日 - 2025年1月よりライブ活動を再開する事、発売日が変更となっていたニューアルバム『AlterGeist0000』の発売日が同年1月22日に決定した事を発表した[25]。

### 2025年
- 1月22日 - 6th Album『AlterGeist0000』をリリース。
- 1月27日～3月15日 - 3年ぶりの全国ワンマンツアー「AlterGeist0000 LIVE HOUSE TOUR 2025」を敢行。全公演SOLD OUT。
- 4月12日 - 4月19日 - 6年ぶりのアリーナツアー「AlterGeist0000 ARENA TOUR 2025」を敢行。
- 5月29日より、開催延期されていた"WANDER ABOUT 放浪 TOUR 2025 東海編"を敢行。対バン相手に、ODD Foot Worksを迎える。全公演SOLD OUT。
- 9月17日 - 11月18日 - 対バンツアー「ALL MY LIFE TOUR 2025」を敢行予定。対バン相手には昨年のPARASITE DEJAVU 2024の2日目出演者である、coldrain・SPARK!!SOUND!!SHOW!!・go!go!vanillas・SCANDAL・The BONEZ・HEY-SMITH・SiMを迎える。

## ディスコグラフィ

### メジャー

#### CDシングル
|            | 発売日         | タイトル                 | 規格品番   | 規格品番   | オリコン   | オリコン   | オリジナル・アルバム |
| 初回限定盤 | 発売日         | タイトル                 | 通常盤     | 最高位     | 登場回数   |            | オリジナル・アルバム |
| CDシングル | CDシングル     | CDシングル               | CDシングル | CDシングル | CDシングル | CDシングル | CDシングル           |
| ---------- | -------------- | ------------------------ | ---------- | ---------- | ---------- | ---------- | -------------------- |
| 1st        | 2014年7月16日  | 起死回生STORY            | AZZS-25    | AZCS-2037  | 28位       | 5回        | The BKW Show!!       |
| 2nd        | 2015年4月22日  | エイミー                 | AZZS-32    | AZCS-2040  | 29位       | 3回        | FIXION               |
| 3rd        | 2015年7月14日  | カンタンナコト           |            | ZZCD-003   | -          | -          | FIXION               |
| 4th        | 2015年11月11日 | 狂乱 Hey Kids!!          | AZZS-38    | AZCS-2048  | 19位       | 7回        | FIXION               |
| 5th        | 2016年8月3日   | DIP-BAP                  | AZZS-48    | AZCS-2053  | 12位       | 3回        | UNOFFICIAL           |
| 6th        | 2016年11月16日 | 5150                     | AZZS-54    | AZCS-2056  | 10位       | 3回        | UNOFFICIAL           |
| 7th        | 2017年6月14日  | トナリアウ/ONE'S AGAIN   | AZZS-64    | AZCS-2064  | 6位        | 5回        | Kisses and Kills     |
| 8th        | 2017年9月27日  | BLACK MEMORY             | AZZS-68    | AZCS-2068  | 3位        | 6回        | Kisses and Kills     |
| 9th        | 2019年3月13日  | ワガママで誤魔化さないで | AZZS-86    | AZCS-2074  | 5位        | 4回        | SUCK MY WORLD        |

#### 配信限定シングル
|      | 配信日         | タイトル                                    | 規格                   | 収録アルバム                         |
| ---- | -------------- | ------------------------------------------- | ---------------------- | ------------------------------------ |
| 1st  | 2018年2月15日  | ReI                                         | デジタル・ダウンロード | Kisses and Kills                     |
| 2nd  | 2019年9月6日   | Don't you think（feat.ロザリーナ）          | デジタル・ダウンロード | SUCK MY WORLD                        |
| 3rd  | 2019年12月18日 | Shine Holder                                | デジタル・ダウンロード | SUCK MY WORLD                        |
| 4th  | 2020年2月14日  | Tonight the silence kills me with your fire | デジタル・ダウンロード | SUCK MY WORLD                        |
| 5th  | 2020年3月25日  | Dream In Drive                              | デジタル・ダウンロード | SUCK MY WORLD                        |
| 6th  | 2020年4月15日  | Naked                                       | デジタル・ダウンロード | SUCK MY WORLD                        |
| 7th  | 2020年4月22日  | Slowly but surely I go on                   | デジタル・ダウンロード | SUCK MY WORLD                        |
| 8th  | 2021年6月30日  | Red Criminal                                | デジタル・ダウンロード | MARBLES                              |
| 9th  | 2021年10月13日 | MACHINEGUN                                  | デジタル・ダウンロード | MARBLES                              |
| 10th | 2022年3月23日  | ENEMY feat.Kamui                            | デジタル・ダウンロード | Bullets Into The Pipe AlterGeist0000 |
| 11th | 2022年8月10日  | BUG                                         | デジタル・ダウンロード | AlterGeist0000                       |
| 12th | 2023年2月8日   | Enchant                                     | デジタル・ダウンロード | AlterGeist0000                       |
| 13th | 2023年10月25日 | YELLOW                                      | デジタル・ダウンロード | AlterGeist0000                       |
| 14th | 2024年8月7日   | DUNK feat.Masato (coldrain)                 | デジタル・ダウンロード | AlterGeist0000                       |
| 15th | 2024年10月2日  | UNDER and OVER                              | デジタル・ダウンロード | AlterGeist0000                       |
| 16th | 2024年12月11日 | 愁                                          | デジタル・ダウンロード | AlterGeist0000                       |
| 17th | 2025年7月11日  | OVERNIGHT                                   | デジタル・ダウンロード |                                      |

### アルバム

#### フルアルバム
|            | 発売日         | タイトル         | 規格品番               | 規格品番       | 規格品番   | オリコン | オリコン |
| 初回限定盤 | 発売日         | タイトル         | 通常盤                 | 受注生産限定盤 | 最高位     | 登場回数 |          |
| ---------- | -------------- | ---------------- | ---------------------- | -------------- | ---------- | -------- | -------- |
| 1st        | 2014年11月12日 | The BKW Show!!   | AZZS-28                | AZCS-1038      |            | 20位     | 3回      |
| 2nd        | 2016年1月5日   | FIXION           | AZZS-44                | AZCS-1054      | 6位        | 7回      |          |
| 3rd        | 2017年2月1日   | UNOFFICIAL       | AZZS-57                | AZCS-1063      | 3位        | 6回      |          |
| 4th        | 2018年6月13日  | Kisses and Kills | AZZS-104               | AZCS-1070      | 1位        | 12回     |          |
| 5th        | 2020年4月29日  | SUCK MY WORLD    | AZZS-77(A) AZZS-105(B) | AZCS-1090      | 1位        | 10回     |          |
| 6th        | 2025年1月22日  | AlterGeist0000   | PCCA-06350             | PCCA-6351      | BRCA-00152 | 8位      | 9回      |

#### ベストアルバム
| 発売日        | タイトル             | 規格品番              | 規格品番              | 規格品番  | オリコン | オリコン |
| 発売日        | タイトル             | 数量限定プレミアムBOX | 初回限定盤            | 通常盤    | 最高位   | 登場回数 |
| ------------- | -------------------- | --------------------- | --------------------- | --------- | -------- | -------- |
| 2019年8月28日 | Before It's Too Late | AZZS-92〜93           | AZZS-94(A) AZZS-95(B) | AZCS-1083 | 5位      | 10回     |

#### ライブアルバム
| 発売日         | タイトル                                             | 備考     |
| -------------- | ---------------------------------------------------- | -------- |
| 2021年12月15日 | THE ORAL CIGARETTES Live Selection 「BRING IT BACK」 | 配信限定 |

## 楽曲提供
| アーティスト               | 楽曲名         | 発売日         | 収録作品                         | 備考                                                                             |
| -------------------------- | -------------- | -------------- | -------------------------------- | -------------------------------------------------------------------------------- |
| GYROAXIA                   | Freestyle      | 2022年2月23日  | ミニ・アルバム『Freestyle』      | 山中が作詞・作曲・編曲・プロデュースを担当。                                     |
| 森カリオペ (Mori Calliope) | Wanted, Wasted | 2022年12月16日 | スタジオ・アルバム『SINDERELLA』 | 山中がプロデュース、森、辻村有記との共作で作詞、辻村との共作で作曲・編曲を担当。 |

## タイアップ一覧
| 起用年 | 曲名                                        | タイアップ                                                             |
| ------ | ------------------------------------------- | ---------------------------------------------------------------------- |
| 2015年 | エイミー                                    | テレビ東京系『JAPAN COUNTDOWN』4月度エンディングテーマ                 |
| 2015年 | エイミー                                    | KBS京都『京スポ』4月度エンディングテーマ                               |
| 2015年 | 狂乱 Hey Kids!!                             | UHFアニメ『ノラガミ ARAGOTO』オープニングテーマ                        |
| 2015年 | 狂乱 Hey Kids!!                             | 北海道テレビ『夢チカ18』11月度オープニングテーマ                       |
| 2016年 | 気づけよBaby                                | テレビ東京系『JAPAN COUNTDOWN』1月度エンディングテーマ                 |
| 2016年 | DIP-BAP                                     | TBS系『COUNT DOWN TV』8・9月度オープニングテーマ                       |
| 2016年 | CATCH ME                                    | iOS/Android向けゲーム『アカシックリコード』主題歌                      |
| 2017年 | リコリス                                    | テレビ東京系『JAPAN COUNTDOWN』2月度エンディングテーマ                 |
| 2017年 | トナリアウ                                  | TOKYO MXほかアニメ『サクラダリセット』エンディングテーマ               |
| 2017年 | BLACK MEMORY                                | 東宝配給映画『亜人』主題歌                                             |
| 2019年 | ワガママで誤魔化さないで                    | フジテレビ系アニメ『revisions リヴィジョンズ』オープニングテーマ       |
| 2020年 | Tonight the silence kills me with your fire | ABCテレビ『ザキ山小屋』エンディングテーマ                              |
| 2021年 | Dream In Drive                              | バンダイナムコエンターテインメント ゲーム『SCARLET NEXUS』テーマソング |
| 2021年 | Red Criminal                                | TOKYO MXほかアニメ『SCARLET NEXUS』第1クールオープニングテーマ         |
| 2021年 | MACHINEGUN                                  | TOKYO MXほかアニメ『SCARLET NEXUS』第2クールオープニングテーマ         |
| 2023年 | YELLOW                                      | MBS/TBS ドラマイズム枠 TVドラマ 『マイホームヒーロー』主題歌           |
| 2024年 | UNDER and OVER                              | TOKYO MXほかTVアニメ 『来世は他人がいい』オープニングテーマ            |
| 2025年 | OVERNIGHT                                   | 日本テレビ系 FRIDAY ANIME NIGHT枠『桃源暗鬼』 オープニングテーマ       |

### ヘビーローテーション/パワープレイ

#### テレビ
| 放送年 | 曲名          | ヘビーローテーション/パワープレイ        |
| ------ | ------------- | ---------------------------------------- |
| 2014年 | 起死回生STORY | スペースシャワーTV2014年7月度POWER PUSH! |
| 2014年 | 起死回生STORY | 長崎国際テレビ『AIR』7月度Catch Up!      |

## ライブ

### 主催ライブ・ツアー・イベント
- 追加公演・振替公演は赤色で表記。

## 受賞歴
2012年
- MASH A&R FINAL AUDITION - MASH FIGHT！ vol.1 グランプリ

2021年
- SPACE SHOWER MUSIC AWARD 2021 BEST CONCEPTUAL LIVE(THE ORAL CIGARETTES SPECIAL LIVE「ORALIUM」)

## エピソードなど
- 山中とあきらは高校時代にレッド・ホット・チリ・ペッパーズのコピーバンドを組んでいた。バンド名は「Higher Ground」[32]。当時の担当は山中がギター、あきらがボーカルであった[33]。
- 各メンバーのルーツミュージックは以下の通り[34]。
  - 山中 - L'Arc〜en〜Ciel『虹』
  - あきら - ザ・ビートルズ「ザ・ビートルズ1962年〜1966年」「ザ・ビートルズ1967年〜1970年」
  - 中西 - 宮崎駿アニメThe BEST
  - 鈴木 - DEPAPEPE『START』
- メンバーが盛んに口にしている「BKW」は、「番狂わせ」の略語[35]。バンドのキャッチコピーのようなものでもある
- ライブは「4本打ち」と呼ばれる観客の手拍子を拝借する前口上から始まるのが恒例[36]。
- 2nd シングル『エイミー』の歌詞は山中自身の実体験をもとに書いたものであり、奈良にいた頃4年間交際していた女性に向けた歌である。ちなみにその女性は現在結婚しているとのこと。
- 2nd シングル『エイミー』のカップリング曲『GET BACK』は、週刊少年マガジンに連載されていた漫画「GetBackers-奪還屋-」がモチーフとなって作られた。「1分の幻想　夢に身は滅び」「鳴らしたんだ　雷鳴」「魔界都市危険な色を持つスラム」「バビロンシティ　支配を受けたロウアー」など、作品に関連した詞が多数出てくる[37]。
- 2nd アルバム『FIXION』は「FICTION(フィクション)」と「FIX(修正、確固たるものにする)」を合わせた造語[38]。
- 「A-E-U-I」は、織姫と彦星の物語を歌った曲である。タイトルの由来は、まず「曲の中で発声練習ができたらいい」という意見がメンバーの中で挙がり、次に織姫と彦星は宇宙人なのではないかという突拍子もない発想のもと、宇宙人語のような「ア・エ・ウ・イ」というタイトルが付けられたとされている[39]。
- 5th シングル『DIP-BAP』のタイトルは「DIP(つける)」と「BAP(バッドプレイ)」を合わせた造語から来ている[40]。
- 6th シングル『5150』のタイトルである"5150"という数字は、アメリカの警察無線で使用されている隠語であり、「犯罪を犯しそうな危ない人物」を意味する。『DIP-BAP』リリース後、ボーカル山中の作曲活動が上手くいかず精神的に追い詰められた時の事を歌っており、山中は「タイトルの様な危ない時期があった」と語っている。
- 3rd アルバム『UNOFFICIAL』は、プライベートな時間から生まれた曲が多いことからそのタイトルが付けられた。また、リスナーの立ち位置を問うような意味も含まれており、「皆が良いと言っているから自分も良いと思わなくていい、それは公的ではないから。自分の欲に従ってバンドを見定めてほしい」と山中は語っている。
- 7th シングル『トナリアウ/ONE'S AGAIN』はメジャーデビュー後初の両A面シングル。インディーズ時代に作られた『キエタミタイ/N.I.R.A』以来である。表題曲『トナリアウ』は「誰々と成り合う」「悲しみと隣り合う」「あなたたち(リスナー)と隣り合う」の3つの意味を持っており、その為カタカナ表記がされている。
- 同じく表題曲の『ONE'S AGAIN』は山中いわく「覚悟の曲」。仮タイトルは「UNBALANCE」。2016年はバンドとしても飛躍の年でありボーカルの山中もその分努力を重ねていたが、一人だけ「今年はこの人より努力できていなかったな」という人物がおり、その人物とフェスで共演した際目を見て話すことが出来なかったという。そういった体験から覚悟の歌を作ろうと決めこの曲が生まれた。ちなみにその目を見て話すことが出来なかった人物というのが、UVERworldのボーカルTAKUYA∞である。実際に山中は、シングル『5150』のリリース記念として行われたLINE LIVEのトーク番組にてTAKUYA∞と目を見て話せなかった体験を語っている。また、TwitterやライブのMC・インタビュー・ラジオなどで尊敬する人物としては必ずTAKUYA∞の名前が挙がっていて「いつか越える」と語っている。
- 4th アルバムのタイトル『Kisses and Kills』は、人間の持つ光と闇のような相反する感情、衝動と理性、その二面性の中で生まれた感情を、生かすか殺すかはあなた次第であるという意味が込められている[41]。
- 9th シングル『ワガママで誤魔化さないで』のMVでは、山中がダンスに挑戦している。Twitterにて練習の様子なども一部公開しており、機会があればまた挑戦したいと語っている。